# وزغ دهان‌پهن
وزغ دهان‌پهن (نام علمی: Calyptocephalella gayi) نام یک گونه از راسته قورباغه است.